# サンフレッチェ広島F.Cの育成組織
- サンフレッチェ広島F.C > サンフレッチェ広島F.Cの育成組織
- サンフレッチェ広島F.C > サンフレッチェ広島F.Cの選手一覧 > サンフレッチェ広島F.Cの育成組織
- サンフレッチェ広島レジーナ > サンフレッチェ広島F.Cの育成組織

サンフレッチェ広島F.Cの育成組織（サンフレッチェひろしまエフシーのいくせいそしき）は、Jリーグ・サンフレッチェ広島F.Cの育成組織（アカデミー、下部組織）。
通称として下部組織と呼ばれることがあるが、Jリーグの指針では下部組織という用語は用いないとしている。一部では愛称として「子熊」「仔熊」と呼ばれている。2チーム編成で大会に登録する場合、片方のチーム名に「セカンド」あるいは「ベアース(BearsあるいはB)」を付け登録している場合もある。これらの熊とは、チームマスコットであるツキノワグマのサンチェに由来する。
2024年時点で男女ともにチームがある。スクール拠点は、広島県内のほか山口県や島根県にもある。
クラブは目標の一つに「日本一の育成・普及型クラブ」を掲げ、その中で「技術があってハートもあってハードワークできる」選手の育成を目指している。そしてサッカーの技術的な面だけではなく、メンタル面でのアプローチ、学業・生活面の指導など人間教育にも力を入れている。
体験入会・セレクションなど詳細に関しては公式ホームページ等を参照。

## 組織
Jリーグクラブライセンス制度では、Jリーグの各チームにU-18チーム、U-15チーム、U-12チーム、U-10チームを保有することを義務づけ、女子チームを保有できるものとしている。これを元に広島では以下のチームを編成している。

### 選手
- ユース
- ジュニアユース
- 工大高ジュニアユース
- レジーナジュニアユース

### スタッフ
育成部
- 育成部部長 : 沢田謙太郎
- 育成部副部長 : 後藤雄治
- 育成チーフスカウト : 佐々木直人
- GKダイレクター（ジュニアユースGKコーチ兼務） : 加藤寿一
- 巡回GKコーチ（地域GKコーチ兼務） : 阿江孝一
- ユース監督 : 野田知
- ユースコーチ : 池田康平、駒野友一、原裕太郎
- フィジカルコーチ : 井前尚
- ユーストレーナー（トップチーム兼務） : 玉川主也
- 三矢寮長母 : 稲田浩、稲田純子
- ジュニアユース監督 : 岡本知剛
- ジュニアユースコーチ : 関原凌河、内田健太
- ジュニアユーストレーナー : 宮澤啓太
- 工大高ジュニアユース監督 : 山下健太
- 工大高ジュニアユースコーチ : 遠藤真仁
- ジュニア監督／スクールコーチ : 平繁龍一
- ジュニアコーチ／育成スカウト／スクールコーチ: 渡辺康則、東野広太郎
- レジーナユース監督 : 田邊友恵
- レジーナユースコーチ（レジーナジュニアユースコーチ兼務） : 木村翔
- レジーナジュニアユース監督 : 山本侑生
- レジーナトレーナー（ユース・ジュニアユース） : 佐々木茜

普及部
- 普及部ダイレクター : 塩崎浩作
- コーチ兼スクールマネージャー : 長尾一宏
- コーチ兼スクールリーダー : 赤松謙次
- コーチ兼スクールサブリーダー : 牛尾匠
- コーチ : 成瀬琢斗、栩野将弥、村山勘治、髙橋友希、大林あや

### 拠点
- ユース（男子U-18） : 安芸高田市サッカー公園、吉田運動公園(安芸高田市)
- レジーナユース（女子U-18）: 山陽高等学校人工芝グラウンド（広島市西区）、広島広域公園第二球技場（広島市安佐南区）など
- ジュニアユース（男子U-15） : 揚倉山健康運動公園(安芸郡府中町)など
- レジーナジュニアユース（女子U-15） : 山陽高等学校人工芝グラウンド、広島広域公園第二球技場など
- ジュニア（男女U-12） : 揚倉山健康運動公園など

- スクール
  - エキキタ、観音、宇品、沼田、みよし、府中町、岩国、呉、福山
  - うち沼田と府中町はトップス広島との提携

提携ジュニアユース
- サンフレッチェ広工大高ジュニアユース
  - 提携 : 広島工業大学高等学校
- サンフレッチェ福山レジーナジュニアユース
  - 提携 : RSスポーツクラブ（福山ローザス・セレソン）
  - 代表 : 栗原真行

提携スクール
- サンフレッチェくにびきフットボールクラブ
  - 拠点 : 出雲健康公園(島根県出雲市)
  - 代表 : 吉川公二
- サンフレッチェびんごフットボールクラブ
  - 拠点 : 広島県立びんご運動公園（広島県尾道市）
  - 代表 : 井上幸仁

## 取り組み

### 前史
広島のサッカー土壌
広島は古くは静岡・埼玉と共にサッカー御三家と言われる土地であった。戦前から広島高師附属中学（現広大附属高）・広島一中（現国泰寺高）・修道中学（現修道高）の広島サッカー御三家を中心に全国大会で数々のタイトルを取り、福原黎三・渡部英麿・松田輝幸・浜本敏勝ら教員指導者の尽力により、数多くのサッカー選手を輩出してきた。
1950年代後半になると、指導者不足から東洋工業蹴球部(後のマツダSCでありサンフレッチェ広島F.Cの前身)をはじめとする地元実業団の現役選手が頼まれて市内の小中高校へ指導に出かけるようになった。1965年東洋工業現役選手によるサッカー教室を正式に開始、のち「マツダサッカースクール」の名で船本幸路や小城得達など蹴球部OBを講師に県下を指導・普及して周っていた。
1970年代以降オイルショックから広島経済の地盤沈下が進み、広島サッカーも影響し停滞していった。地元出身の有望選手は大学を卒業後関東や関西の実業団チームへ入団し、有望な中学生は他県の高校へ越境入学するなど、タレントが流出していった。
マツダSCの試み
1984年、マツダSCがJSL2部に降格したことを機に、今西和男が強化担当（兼監督）に就任した。今西は蹴球部OBだが引退後はマツダ社員として働いており、指導者としてのキャリアがまったく無かったので、オランダからハンス・オフトをコーチに招聘した。
今西は外国人選手獲得も兼ねて、オフトの出身クラブであるフェイエノールトとその他にもアヤックス・アムステルダムを視察した。そこで、プロには「予備軍」（フェイエノールト・アカデミーとアヤックス・アカデミー）が存在すること、予備軍ではトップの内容に近いトレーニングをこなしてること、プロになれなかった場合のリスクを避けるために予備軍に勉強をさせていたこと、を知った。
一方、新たな日本人選手発掘・獲得には、地方というハンディキャップからかなかなか即戦力の選手を獲得できなかった。彼らは相談した結果、即戦力となる大卒選手の獲得を継続する中で、高卒選手の獲得と育成に力を入れ、フェイエノールトやアヤックスのような予備軍の整備を目指そうとした。さっそく2軍である「マツダSC東洋」を強化し中国サッカーリーグに参戦、森保一・片野坂知宏・柳本啓成らを育成していった。
さらに指導者育成にも着手、後に小林伸二や松田浩、中村重和などチームを影で支える指導者が誕生した。
また1990年代以降、当時マツダSCコーチだったビル・フォルケスの紹介で、森保や高木琢也など若手数人を年に1度1ヶ月程度マンチェスター・ユナイテッドFC.リザーブやイプスウィッチ・タウンFCなどイングランドのチームに練習参加させていた。なおこうした選手の中には虫谷泰典のようにプロ契約せずマツダ社員として勤務したものもいる。

### 高校年代の強化

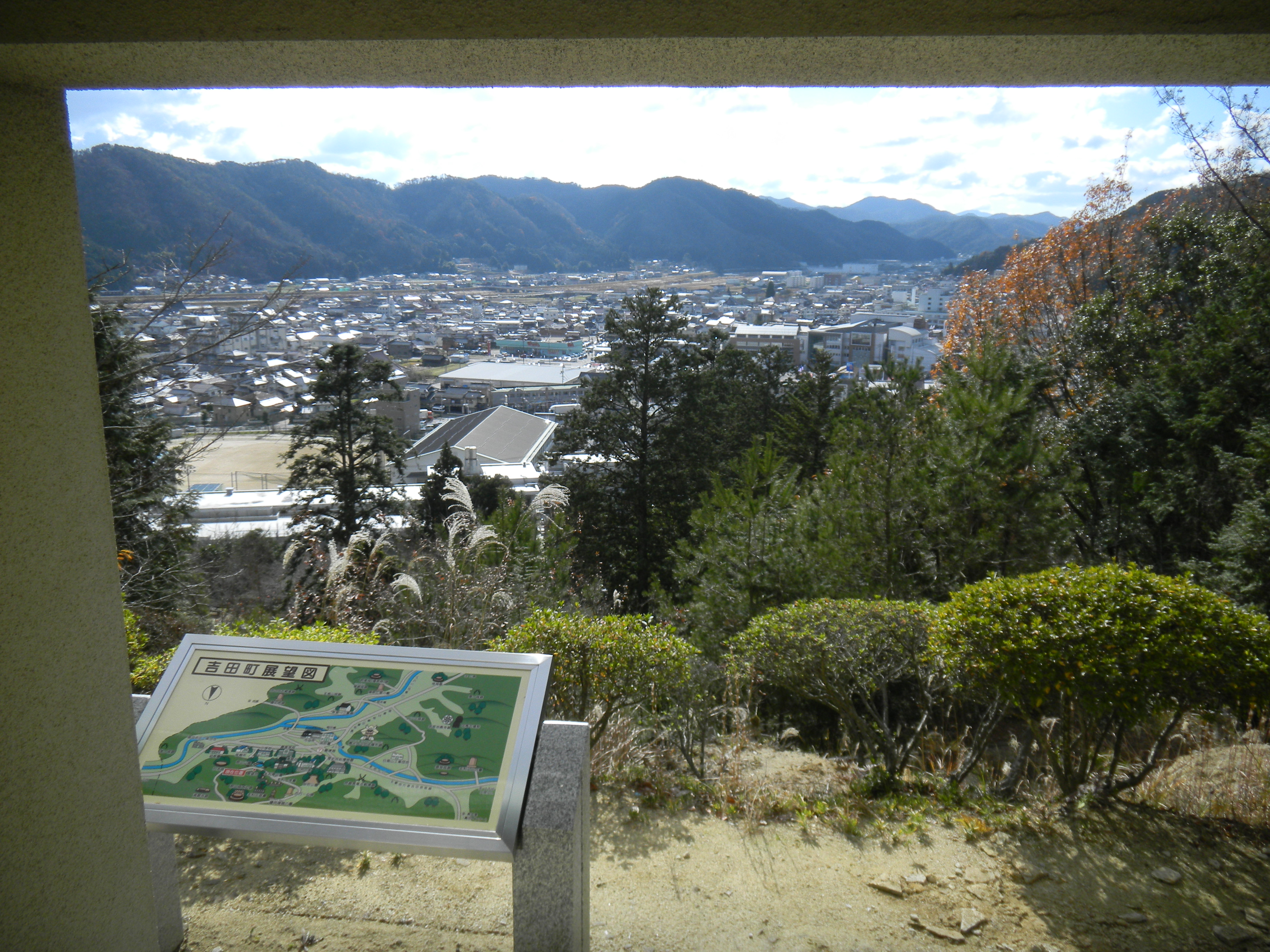
吉田郡山城展望台からみる吉田町。手前の建物が吉田高校。

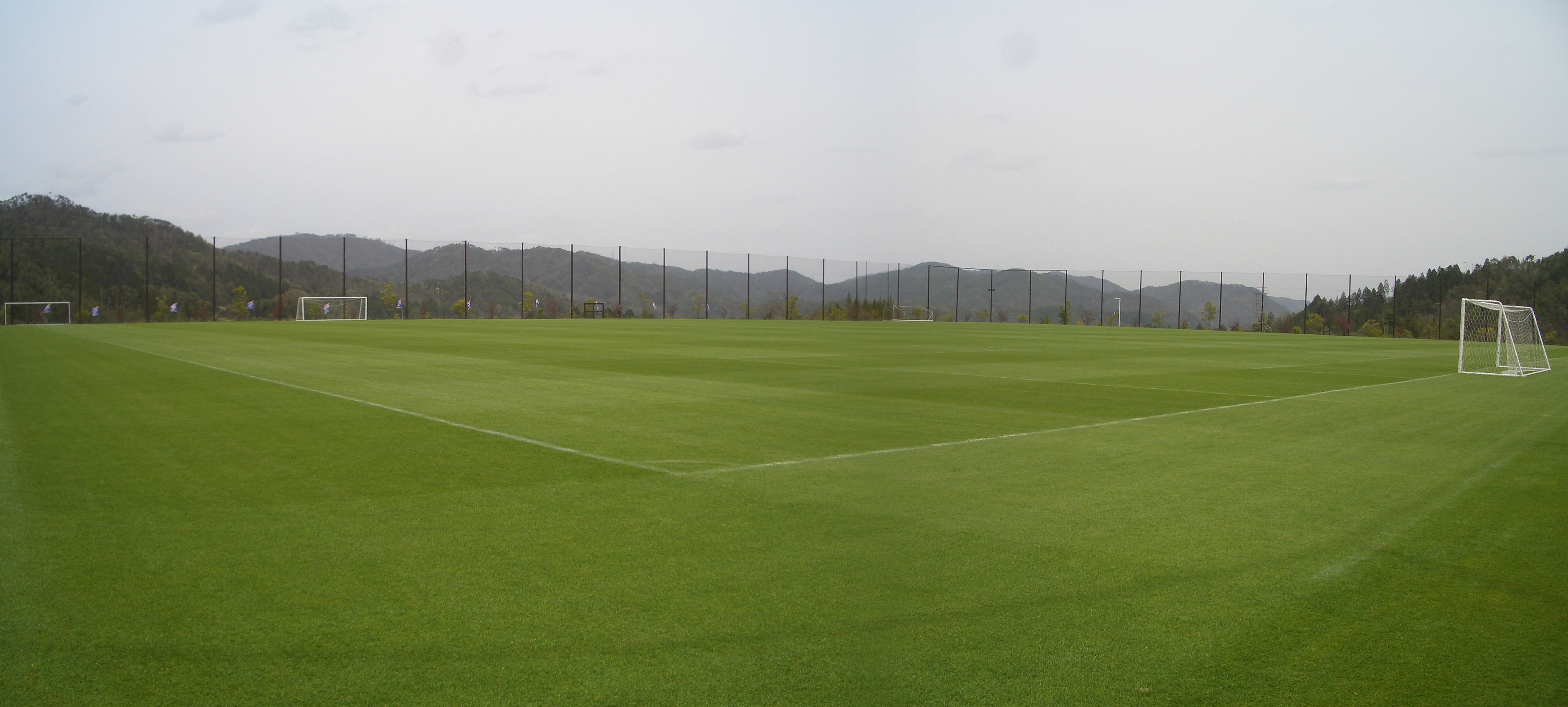
安芸高田市サッカー公園。トップチーム練習場でありユース（U-18）の拠点でもある。

1993年Jリーグが開幕すると、すべてのJリーグクラブは育成組織を持つことが必須となった。サンフレッチェ広島では当初ハード面で遅れており、特にユースは広島市内で練習グラウンドの確保すらままならなかった。そこへ高田郡吉田町(現安芸高田市)がサッカーを中心としたスポーツで町おこしをする「若者定住促進等緊急プロジェクト」の一環として全面協力することが決定、ユースは育成拠点を吉田町内に置き、町内の吉田運動公園を練習拠点として活動を開始した。
ほぼゼロからのスタートであったが、前身の東洋工業/マツダSC時代から若手を育てることがクラブとして生きる道だという思いから、若手育成のノウハウができつつあり、その後の試行錯誤から以下のような発展を遂げた。
- トップクラスの環境（安芸高田市サッカー公園、全寮制）

吉田町は広島市内から車で1時間半以上かかる遠方にあるため設立開始から全寮制をひいた。当初は民家を借りて行っていたが環境の充実をはかり、1994年にJリーグチームとしては初めてユース寮を新設した。
1998年に吉田サッカー公園（現安芸高田市サッカー公園）が完成し、本格的に練習を開始した。
- 吉田町との地域密着

地元吉田町との関係強化が進んでいる。
所属する全選手を広島県立吉田高等学校に通わせている。学校での生活態度を逐一報告を受け、成績の悪い選手はペナルティとしてユースの練習に参加させないようにしている。また高校の学校行事に積極的に参加、ときには吉田高校サッカー部（ここには広島ユース生は所属していない）や吉田中学校にユース監督以下スタッフを派遣し指導に当たるなど、互いに密な関係を築いている。
また設立当初からサッカーフェスティバルなど町民との積極的な交流を深めた結果、2000年代以降地域に溶けこんだ。ユースの全国大会決勝では町民が応援に駆けつけたりもしている。
- ユース独自のスカウト網

専門のスカウトを置き、若年層の有望株を全国津々浦々まで網羅しカバーしており、その情報量は2004年当時は他クラブを圧倒していた。森山佳郎の証言によると、それを見て他クラブも強化した結果一時期は広島に人材が流れてこなくなったが、そこから結果を出し続けたことで持ち直したという。
歴代コーチは、トップチームでプレー経験のあるもの、プロ選手経験はないがサンフレで指導経験を積んだもの、あるいは外部からの招聘など、様々な指導者が就任している。歴代監督はマツダ/サンフレのトップチームでプレー経験のある人物が就任していたが、2020年からトップチームでのプレー経験がないが広島県出身の高田哲也が就任している。2023年から全く関連性のない野田知が監督に就任、コーチ陣は全員広島ユース出身同期が就任している。

### 1種アマチュア
マツダSC時代にはセカンドチームとしてマツダSC東洋が存在したが、Jリーグ発足に伴い関係性は切り離され新生マツダSCとしてアマチュアリーグに参加している。サンフレッチェ広島としては、2015年時点で1種アマチュアチームいわゆるセカンドチームは創設する予定はないとしていた。ただ大人向けのサッカースクールは開校している。

### 女子
スクールには女子も入ることができ、広島ジュニア出身者でなでしこリーグチームに入団したものもいる。サンフレッチェ広島としては2015年時点で女子チームを創設する予定は全くなく地元のアンジュヴィオレ広島とともに広島サッカー界を盛り上げていくとしていた。
のちWEリーグ創設にあたり、アンジュヴィオレはプロ化を断念しサンフレッチェ側にWEリーグ参加を要請、2021年サンフレッチェ広島レジーナを設立している。またチーム発足に伴い、2021年から女子アカデミー（レジーナジュニアユース）が発足した。なおアンジュヴィオレは新型コロナウィルスによる経済悪化に加え、WEリーグ（サンフレッチェレジーナ）誕生に伴いなでしこリーグのメディア露出が減り広告宣伝効果が減ったことで企業からの出資が減ったため運営が困難になったとして、2022年度を最後に下部組織含めて解散する。
2024年、レジーナユースを設立する。

### 中学年代の強化

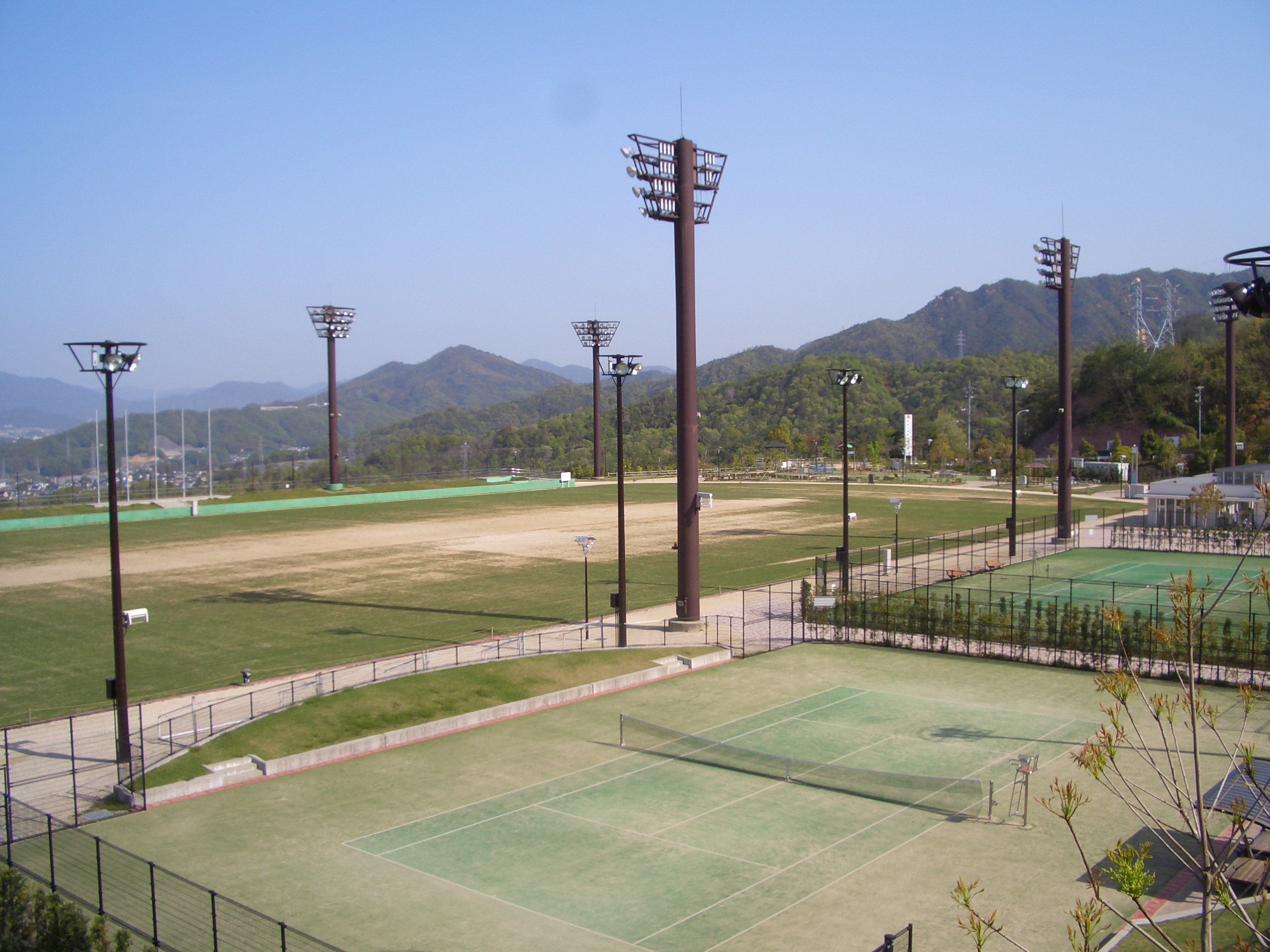
拠点の一つ揚倉山健康運動公園。現在では人工芝が整備されている。

歴代監督・コーチともに、トップチームでプレー経験のあるもの、プロ契約はないがサンフレッチェで指導経験を積んだもの、あるいは外部からの招聘など、様々な指導者が就任している。
ユースと同様に強化に努めたが、結果として現れだしたのは2000年以降である。ここで育った選手がユースに昇格し、ユースも結果が出るようになった。
過去には県サッカーのレベル低下を防ぐため、意図的にユース昇格を制限していた時もあったという。広島県の高校による2000年代の高校3大大会（インターハイ・高円宮杯・選手権）好成績はジュニアユース出身者によってもたらされている。ただ2020年報道によると、他県のレベルアップと広島県の高中体連の地盤沈下に伴い、昇格を逃した選手が県外のクラブチーム・学校へ越境入団するケースが顕著になったという。

### 提携
提携スクール

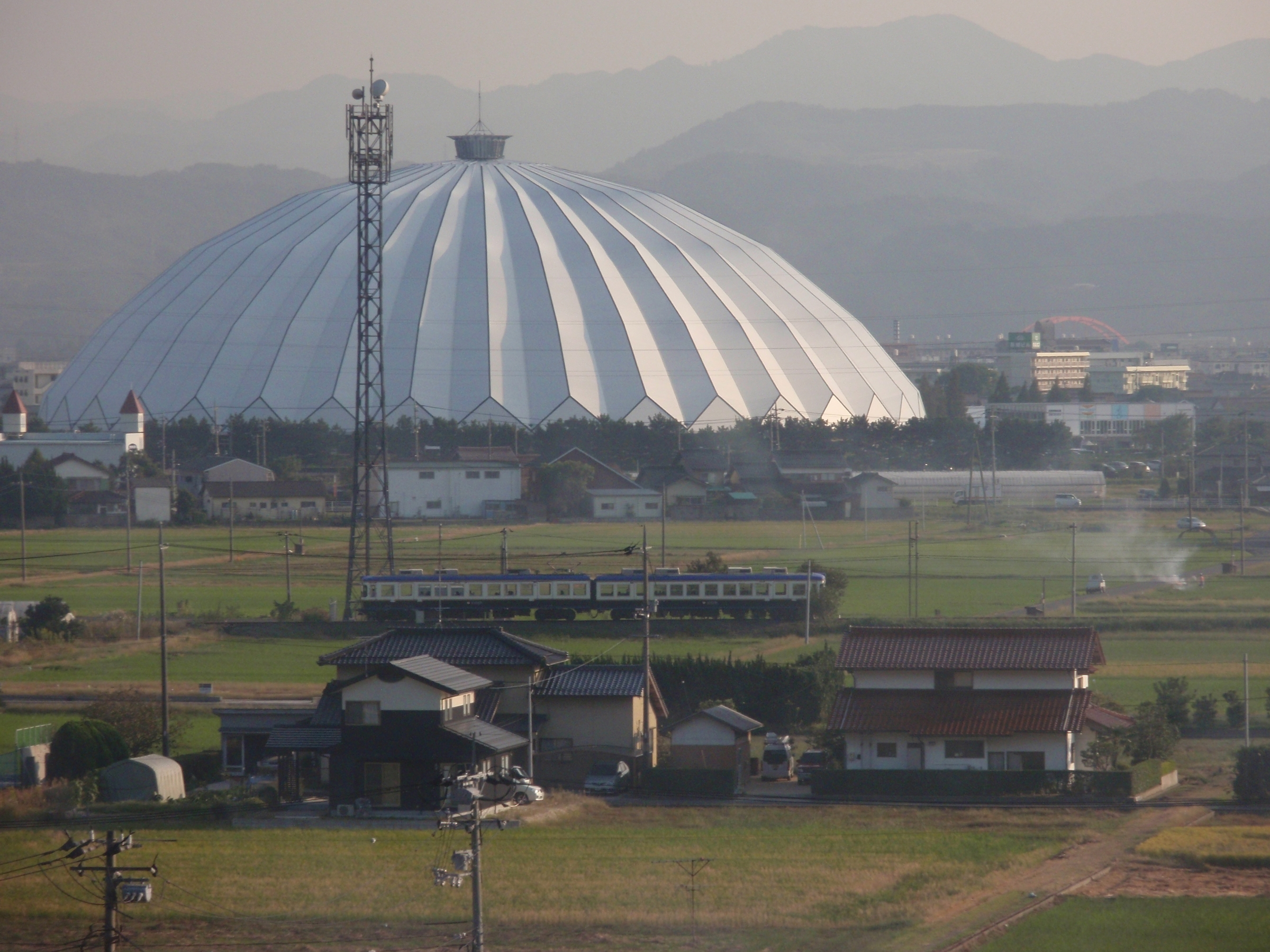
くにびきの拠点である出雲健康公園。出雲ドームの向こう側にグラウンドが広がる。

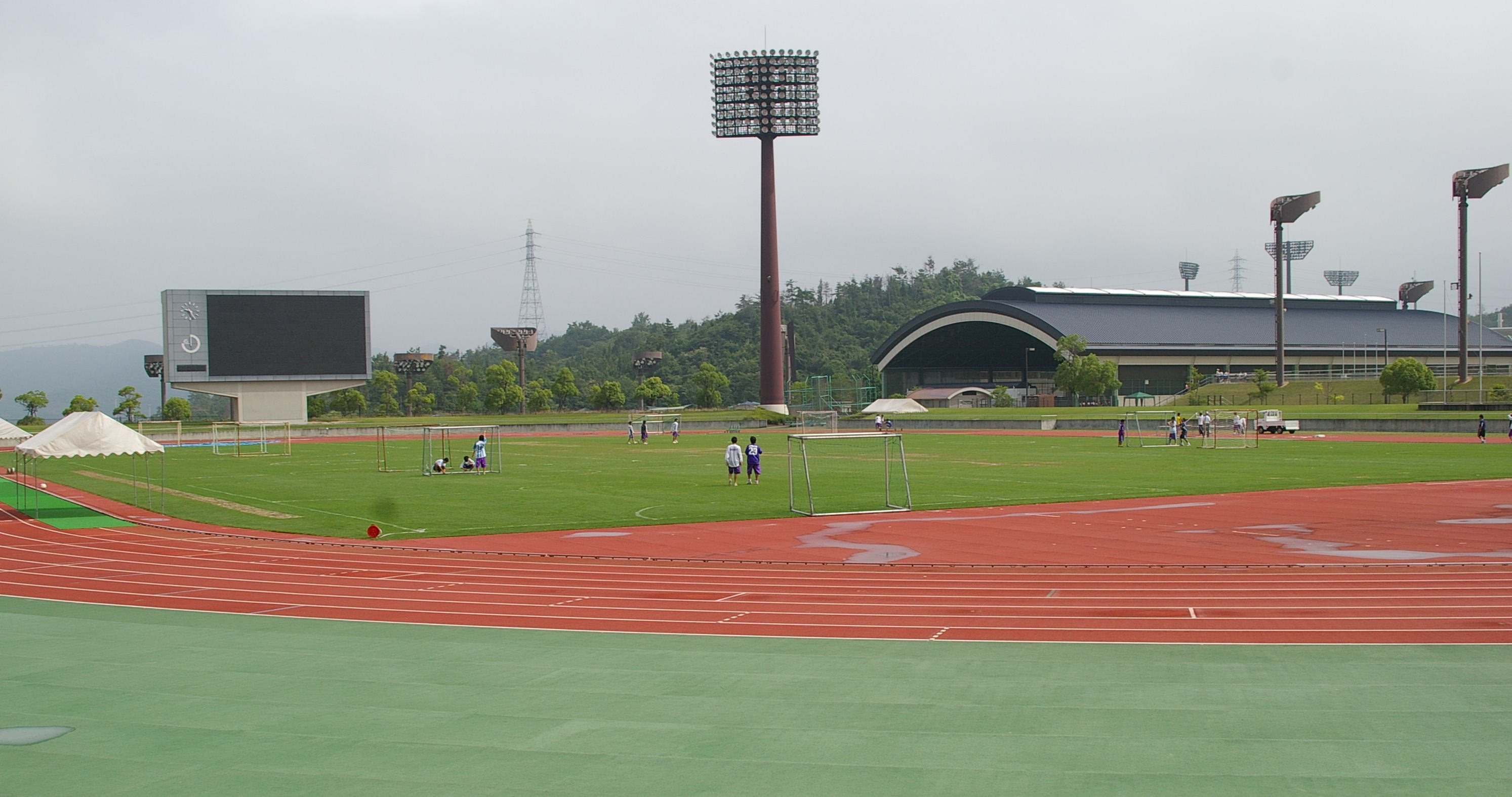
びんごの拠点である広島県立びんご運動公園。

提携スクールは、一般的な町クラブのように地元団体・企業が運営し、サンフレッチェが指導者を派遣するなど技術提携する形をとっている。ほぼゼロから始めたところばかりだが、中には町クラブを前身としサンフレッチェと技術提携したことにより提携スクールとなったところもある。
以下は現在開校している提携スクールである。
- サンフレッチェくにびき - 島根県出雲市

1994年「くにびきFC」として発足、1996年にサンフレと技術提携したことにより現名となった。2009年、運営を株式会社化。
- サンフレッチェびんご - 広島県尾道市

1997年提携。2013年運営を特定非営利活動法人化。
以下は、以前提携スクールとして活動していたが離脱したスクールである。
- サンフレッチェ愛媛 - 愛媛県[49]。

提携年度不明、のちに将来のJリーグ加盟へ本格的に動き始めた愛媛FCに編入された。
- サンフレッチェ常石（旧・サンフレッチェみろくの里） - 広島県福山市（旧沼隈郡沼隈町）

1994年提携、その後提携先をFCバイエルン・ミュンヘンに変えFCバイエルン・ツネイシに、現在は提携が終わり「FCツネイシ」。
高校との連携
サッカースクールのうち観音の中学生スクールは山陽高等学校人工芝グラウンドで行われている。
2024年サンフレッチェ広工大高ジュニアユースが開校した。監督のみサンフレッチェのスタッフ、拠点やコーチ陣は広島工業大学高等学校がサポートする形で運営する。
街クラブとの提携
前述のとおり広島県のサッカーは1980年代に停滞し、1990年代以降サンフレッチェを中心に高校生年代の強化に成功したものの、中学生年代は未整備だった。これに対し、市内の小学生年代の町クラブが広島大河FCをモデルケースとして中学生年代のチームを作る動きが加速し、指導体制を強化した。
この流れにサンフレ側も協力している。例えば、毎週火曜日に高校サッカーや街クラブの指導者とサンフレ育成スタッフ全員が集まる"育成ミーティング"を開催、その中でサンフレ育成ノウハウを公開しお互い情報交換するなど、広島のサッカー発展に貢献している。
2022年福山市を拠点とする一般社団法人RSスポーツクラブ（福山ローザス・セレソン）と提携、ローザスレディースを改称してサンフレッチェ福山レジーナジュニアユースが発足した。
海外クラブとの提携
上記の通りマツダSC時代から海外クラブへの留学をしていた。木村龍朗は2001年にマンUへ留学したと証言しており、少なくとも2000年代初頭まで海外留学は続けられていたことになる。
2021年9月15日1.FCケルンと育成業務提携を締結した。提携期間は2021年9月1日から2024年8月31日まで。

### 普及事業その他
スクール

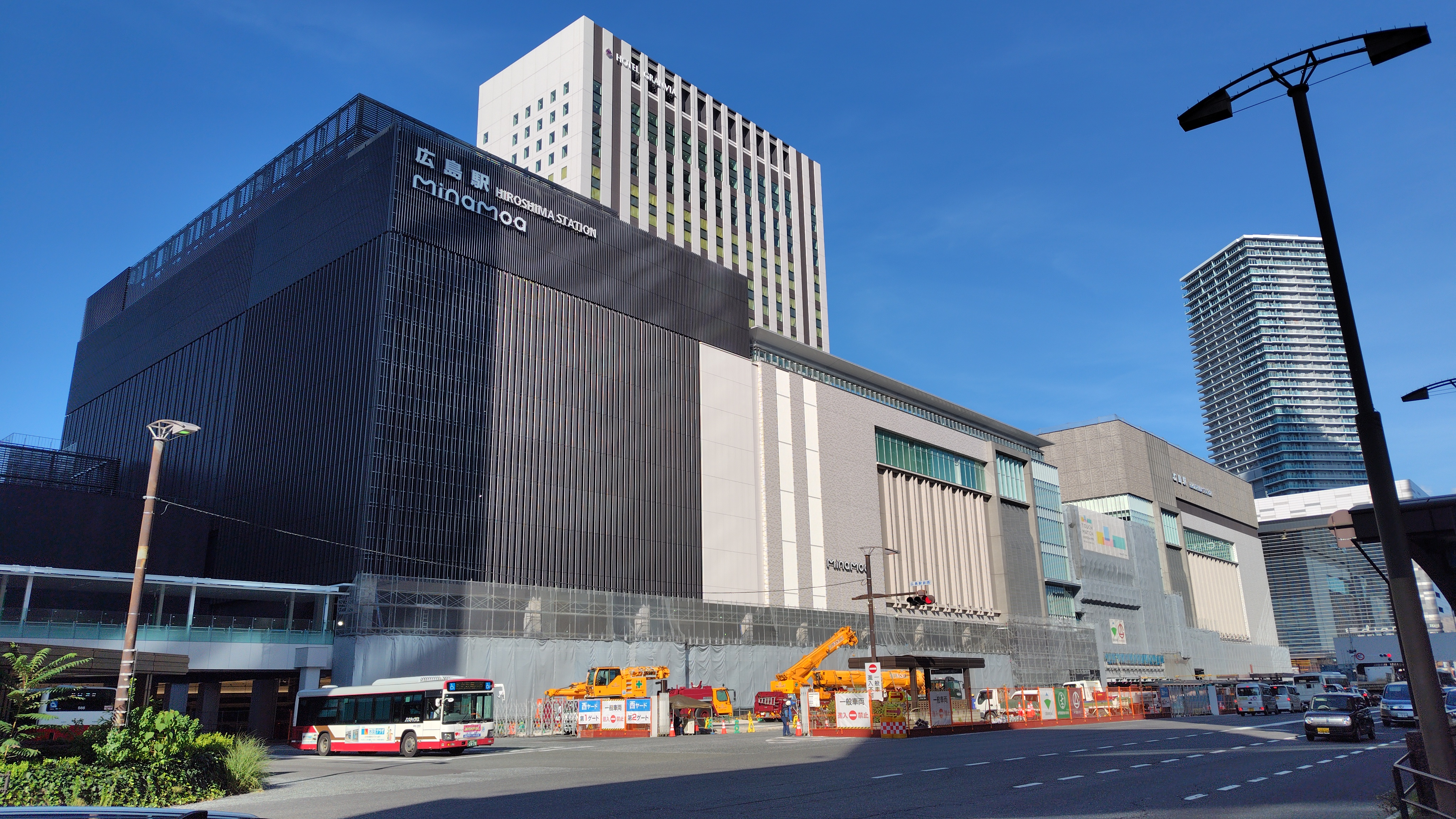
2025年から広島駅ビルminamoa屋上のソラモア広場でスクールを開校している。

女子の「フレッチェレディーススクール」、小学生年代の「スクール」や中学生年代の「ジュニアユーススクール」、GK専門の「GKスクール」や、サッカー未経験の大人を対象とした「おとなスクール」など、幅広く行っている。
なおその中のいくつかはトップス広島との提携の形で運用している。
小学校訪問
トップス広島やP3 HIROSHIMAでの活動の一環として、広島市主催の公共事業「Doスポーツ体育指導者招へい事業」の一環として、また広島県体育協会主催の「ジュニア育成事業」の一環として、トップチームの選手や育成コーチングスタッフ含めた全スタッフが広島市内を中心に県内の小学校訪問を1年間で平均約10校程度行っている。
指導者育成
元々マツダSC時代から指導者育成に力を入れており、広島育成組織での指導経験がある人物でJFA 公認S級コーチを取得し他クラブで活躍しているものもいる。
2013年から他クラブに先駆けて、トップチームの現役選手がCないしD級コーチ資格を取得する手助けとして、クラブ独自で講習を開いている。

## 評価

### ノウハウ
これらは比較的小さいクラブ財政基盤での戦力強化モデルであること、またトップチームの2012年・2013年のJリーグ連覇の要因の一つとなったことから、その育成ノウハウがお手本として注目されている。これに対し広島側はそのノウハウを全面的に公開している。例えば、京都サンガF.C.は2005年"スカラーアスリートプロジェクト"を立ち上げたがベースとなったのが広島の育成ノウハウであり、鹿島アントラーズは寮整備と高校との連携の際には参考にしたという。城里町と水戸ホーリーホックはアツマーレ整備の際に、吉田町とサンフレッチェとの関係性に着目している。
ノウハウ公開と平行して、研修などを目的とした短期間の受け入れも行っている。例えば、フィッツジェラルド舞行龍ジェームズは2004年15歳当時広島ユースで短期間受け入れ、これが縁で日本の高校に通いプロ入りし日本に帰化している。
かつてJリーグが始まったころ、少ない予算の中で自前の選手を育てることに長けたクラブとしてジェフ市原とともに評価されていた。2016年中国網は「日本一大“球星加工厂”」と紹介している。

### プロ実績
ホームグロウン制度において、サンフレッチェ広島はJリーグチーム内でも優秀な方になる。ただアカデミー出身選手に限るとクラブ財政の問題からトップチームですぐ使える選手を昇格させているため、その昇格人数は極めて少なくなっている。更にトップチームの成績向上に伴いアカデミー出身選手がレギュラーに割って入れない状況もあり、他のJリーグチームへレンタル移籍して経験を積むものもいる。
以下、広島トップチームにおける年度シーズン開幕時点でのホームグロウンの人数と、その中での広島アカデミー出身者の人数を示す。Yはユース、JYはジュニアユースの略。
| 年度            | 年度              | 年度           | 2025 | 2024 | 2023 | 2022 | 2021 | 2020 | 2019 |
| ホームグロウン  | ホームグロウン    | ホームグロウン |      | 15   | 16   | 15   | 13   | 15   | 13   |
|                 |                   |                |      |      |      |      |      |      |      |
| アカデミー 出身 | 出身数            | 出身数         |      | 14   | 12   | 11   | 9    | 10   | 8    |
| アカデミー 出身 | 内訳 （重複あり） | Y              |      | 14   | 12   | 11   | 8    | 9    | 6    |
| アカデミー 出身 | 内訳 （重複あり） | JY             |      | 6    | 6    | 5    | 2    | 3    | 2    |
| アカデミー 出身 | 内訳 （重複あり） | びんごJY       |      | 0    | 0    | 0    | 1    | 1    | 1    |
| アカデミー 出身 | 内訳 （重複あり） | くにびきJY     |      | 0    | 0    | 0    | 0    | 0    | 1    |

卒団後の進路サポートも重視しており、ユースにおいてはプロになれなかった選手の就職および大学進学率はJリーグユースの中でもトップクラスを誇る。広島アカデミーを退団後他の学校などで活躍し、広島のみならず他のJリーグチームでプロ入りを果たした選手もいる。
以下、2024年12月31日時点での各国の1部リーグで100試合以上出場したアカデミー出身者を示す。プロ在歴は全カテゴリでのプロチーム在籍期間。1部リーグの出場・得点はJ1と海外の1部リーグの合計のみであり、J2などの2部リーグ以下やカップ戦、国際試合などは含めない。
引退
| 名前       | 生年 | 出身   | アカデミー | アカデミー | プロ契約     | プロ在歴  | Pos.  | 1部リーグ | 1部リーグ | 1部リーグ                | 1部リーグ |
| 名前       | 生年 | 出身   | U15        | U18        | プロ契約     | プロ在歴  | Pos.  | 出場      | 得点      | 1部リーグ 最多出場チーム |           |
| ---------- | ---- | ------ | ---------- | ---------- | ------------ | --------- | ----- | --------- | --------- | ------------------------ | --------- |
| 駒野友一   | 1981 | 和歌山 | -          | Y          | 昇格         | 2000-2022 | DF/MF | 374       | 19        | 磐田                     |           |
| 森崎和幸   | 1981 | 広島   | -          | Y          | 昇格         | 1999-2018 | MF    | 431       | 19        | 広島                     |           |
| 森崎浩司   | 1981 | 広島   | -          | Y          | 昇格         | 2000-2016 | MF/FW | 257       | 41        | 広島                     |           |
| 宮本卓也   | 1983 | 広島   | JY         | Y          | 大商大→C大阪 | 2006-2013 | DF/MF | 101       | 1         | 山形                     |           |
| 田坂祐介   | 1985 | 広島   | JY         | Y          | 青学大→川崎  | 2007-2020 | MF    | 156       | 15        | 川崎                     |           |
| 髙萩洋次郎 | 1986 | 福島   | -          | Y          | 昇格         | 2003-2025 | MF    | 390       | 30        | 広島                     |           |
| 森脇良太   | 1986 | 広島   | びんご     | Y          | 昇格         | 2005-2024 | DF/MF | 302       | 19        | 浦和                     |           |
| 柏木陽介   | 1987 | 兵庫   | -          | Y          | 昇格         | 2006-2023 | MF    | 392       | 56        | 浦和                     |           |
| 川上典洋   | 1987 | 島根   | くにびき   | -          | 大社高→千葉  | 2006-2022 | DF    | 101       | 9         | アルビレックス           |           |
| 槙野智章   | 1987 | 広島   | JY         | Y          | 昇格         | 2006-2022 | DF    | 423       | 46        | 浦和                     |           |
| 遊佐克美   | 1988 | 福島   | -          | Y          | 昇格         | 2007-2023 | MF/FW | 168       | 42        | モフン・バガン           |           |

2012年2月24日日本代表対サッカーアイスランド代表戦にて、駒野・森脇・槙野・柏木が日本代表として出場を果たした。国際Aマッチにおいて同一アカデミー出身者4人出場は日本サッカー史上初のことである。東アジアカップ2013では国内組の縛りがあったこともあり、駒野・森脇・髙萩・槙野・森重と5人日本代表に選ばれている。2023年11月16日日本代表対サッカーミャンマー代表戦で前川・大迫とGK2人交代で出場している。
現役
| 名前       | 生年 | 出身   | アカデミー | アカデミー | プロ契約    | プロ在歴  | Pos.  | 1部リーグ | 1部リーグ | 1部リーグ                | 1部リーグ |
| 名前       | 生年 | 出身   | U15        | U18        | プロ契約    | プロ在歴  | Pos.  | 出場      | 得点      | 1部リーグ 最多出場チーム |           |
| ---------- | ---- | ------ | ---------- | ---------- | ----------- | --------- | ----- | --------- | --------- | ------------------------ | --------- |
| 森重真人   | 1987 | 広島   | JY         | -          | 皆実高→大分 | 2006-現在 | DF    | 490       | 35        | F東京                    |           |
| 茶島雄介   | 1991 | 広島   | JY         | Y          | 学芸大→広島 | 2014-現在 | MF    | 104       | 6         | 広島                     |           |
| 野津田岳人 | 1994 | 広島   | JY         | Y          | 昇格        | 2012-現在 | MF    | 221       | 22        | 広島                     |           |
| 前川黛也   | 1994 | 広島   | JY         | -          | 関大→神戸   | 2017-現在 | GK    | 135       | 0         | 神戸                     |           |
| 川辺駿     | 1995 | 広島   | JY         | Y          | 昇格        | 2013-現在 | MF    | 290       | 38        | 広島                     |           |
| 宮原和也   | 1996 | 広島   | JY         | Y          | 昇格        | 2013-現在 | DF/MF | 159       | 5         | 名古屋                   |           |
| 荒木隼人   | 1996 | 大阪   | -          | Y          | 関大→広島   | 2019-現在 | DF    | 183       | 11        | 広島                     |           |
| 加藤陸次樹 | 1997 | 埼玉   | -          | Y          | 中大→金沢   | 2020-現在 | FW    | 128       | 30        | C大阪                    |           |
| 大迫敬介   | 1999 | 鹿児島 | -          | Y          | 昇格        | 2018-現在 | GK    | 171       | 0         | 広島                     |           |
| 東俊希     | 2000 | 愛媛   | -          | Y          | 昇格        | 2018-現在 | MF    | 170       | 8         | 広島                     |           |

## 不祥事
- 2023年7月31日スクール専属コーチが県青少年健全育成条例違反（淫行）で逮捕された[71][72]。その者は同年4月1日から専属契約、午前は中学校非常勤講師、午後からスクールコーチをしていた[72]。クラブ側は同年8月1日付社長署名で、被害にあわれた方とその家族に対して謝罪、ほかスポンサーなどクラブに携わる関係者に謝罪し、再発防止に向け監督・指導を徹底する、とコメントしている[72]。

## 主な戦績

### ユース
- 高円宮杯 JFA U-18サッカープレミアリーグ
  - 優勝3回 : 2011年, 2012年, 2018年
  - 準優勝2回 : 2016年, 2023年
- 日本クラブユースサッカー選手権 (U-18)大会
  - 優勝2回 : 2003年, 2004年
  - 準優勝1回 : 2013年
- Jリーグユース選手権大会
  - 優勝3回 : 1995年, 2003年, 2006年
  - 準優勝7回 : 1997年, 2002年, 2004年, 2009年, 2013年, 2016年, 2024年

- 全広島サッカー選手権大会
  - 優勝3回 : 2000年, 2002年, 2003年
  - 準優勝1回 : 2004年
- （旧）高円宮杯
  - 優勝2回 : 2004年, 2010年
  - 準優勝1回 : 2007年

天皇杯
2000年、ユースが天皇杯広島県予選にあたる全広島サッカー選手権大会で初優勝し、天皇杯に初出場。その後、2度出場したがすべて1回戦敗退している。
| 開催年月日     | 大会名            | 対戦相手           | 開催スタジアム                 | スコア     | 勝敗 |
| -------------- | ----------------- | ------------------ | ------------------------------ | ---------- | ---- |
| 2000年11月25日 | 第80回天皇杯1回戦 | 上田ジェンシャン   | 福山市竹ヶ端運動公園陸上競技場 | 0-1        | 敗北 |
| 2002年12月1日  | 第82回天皇杯1回戦 | 大分トリニータU-18 | 大分市営陸上競技場             | 1-1(PK4-5) | 敗北 |
| 2003年11月30日 | 第83回天皇杯1回戦 | 水戸ホーリーホック | 福山市竹ヶ端運動公園陸上競技場 | 0-1(延長)  | 敗北 |

### ジュニアユース
リーグ（高円宮杯U-15プログレスリーグ）
詳細は当該リンク先参照
カップ戦
- 日本クラブユースサッカー選手権 (U-15)大会
  - 優勝 : 2018年広島JY
- 高円宮杯 JFA 全日本U-15サッカー選手権大会
  - 準優勝 : 2022年広島JY
- （旧）JFAプレミアカップ
  - 優勝 : 2003年広島JY、2014年広島JY
  - 準優勝 : 2002年広島JY、2004年広島JY、2008年広島JY

### ジュニア
- JFA 全日本U-12フットサル選手権大会
  - 準優勝 : 2000年

### 国際試合
マンチェスター・ユナイテッド・プレミアカップ
2003年と2014年にジュニアユースがJFAプレミアカップ（旧ナイキプレミアカップ）優勝したことに伴いマンチェスター・ユナイテッド・プレミアカップに出場している。
| 開催年月日    | 大会名           | 対戦相手                       | 開催地         | スコア     | 勝敗 | 記録 |
| ------------- | ---------------- | ------------------------------ | -------------- | ---------- | ---- | ---- |
| 2003年7月17日 | グループD        | ボカ・ジュニアーズ             | ポートランド   | 2-3        | 敗北 |      |
| 2003年7月17日 | グループD        | アトレティコ・マドリード       | ポートランド   | 0-1        | 敗北 |      |
| 2003年7月19日 | グループD        | ロイヤル・コスタル             | ポートランド   | 0-1        | 敗北 |      |
| 2003年7月19日 | グループD        | パリ・サンジェルマン           | ポートランド   | 1-0        | 勝利 |      |
| 2003年7月21日 | 4位グループ戦    | ピチデグア                     | ポートランド   | 2-2(PK6-7) | 敗北 |      |
| 2003年7月21日 | 15位・16位決定戦 | インデペンディエンテ・メデジン | ポートランド   | 2-0        | 勝利 |      |
| 2014年8月6日  | グループC        | UANLティグレス                 | マンチェスター | 0-3        | 敗北 |      |
| 2014年8月6日  | グループC        | フェイエノールト               | マンチェスター | 0-2        | 敗北 |      |
| 2014年8月7日  | グループC        | マンチェスター・ユナイテッドFC | マンチェスター | 4-0        | 勝利 |      |
| 2014年8月7日  | グループC        | マメロディ・サンダウンズ       | マンチェスター | 2-0        | 勝利 |      |
| 2014年8月8日  | 順位決定戦       | SCインテルナシオナル           | マンチェスター | 1-5        | 敗北 |      |
| 2014年8月8日  | 11位・12位決定戦 | 中東中学校                     | マンチェスター | 1-0        | 勝利 |      |

SBCカップ
ユースは高円宮杯決勝進出の副賞として、2005年と2008年の2度にわたりドイツで開かれたSBCカップに出場している。
| 開催年月日    | 大会名         | 対戦相手                       | 開催地       | スコア | 勝敗 |
| ------------- | -------------- | ------------------------------ | ------------ | ------ | ---- |
| 2005年2月26日 | グループリーグ | オリンピアコスU-19             | ラオプハイム | 1-1    | 引分 |
| 2005年2月26日 | グループリーグ | SSVウルム1846U-19              | ラオプハイム | 1-3    | 敗北 |
| 2005年2月27日 | グループリーグ | ハンブルガーSVU-19             | ラオプハイム | 1-2    | 敗北 |
| 2005年2月27日 | 5位6位決定戦   | FVオリンピア・ラオプハイムU-19 | ラオプハイム | 1-0    | 勝利 |
| 2008年2月22日 | グループリーグ | FVオリンピア ラオプハイムU-19  | ラオプハイム | 2-0    | 勝利 |
| 2008年2月22日 | グループリーグ | TSV1860ミュンヘンU-19          | ラオプハイム | 0-1    | 敗北 |
| 2008年2月23日 | グループリーグ | FCトゥウェンテU-19             | ラオプハイム | 0-1    | 敗北 |
| 2008年2月23日 | 5位6位決定戦   | ヘルタ・ベルリンU-19           | ラオプハイム | 3-0    | 勝利 |

クラウディオサッシ国際ユーストーナメント
高円宮杯決勝進出の副賞として、イタリアで開かれたクラウディオサッシ国際ユーストーナメントU-18大会に出場した。2年連続でフェアプレー賞を受賞した。
なお、2012年はACチェゼーナのトップチームとも対戦、シモーネ・デル・ネロらに得点を奪われ0-6で敗戦している。
| 開催年月日    | 大会名         | 対戦相手                           | 開催地       | スコア | 勝敗 |
| ------------- | -------------- | ---------------------------------- | ------------ | ------ | ---- |
| 2011年4月22日 | グループリーグ | ユヴェントスFCU-18                 | サッスオーロ | 1-2    | 敗北 |
| 2011年4月23日 | グループリーグ | モデナFCU-18                       | サッスオーロ | 2-1    | 勝利 |
| 2011年4月24日 | グループリーグ | マンチェスター・ユナイテッドFCU-18 | サッスオーロ | 1-3    | 敗北 |
| 2012年4月6日  | グループリーグ | PFC CSKAモスクワU-18               | サッスオーロ | 2-3    | 敗北 |
| 2012年4月7日  | グループリーグ | ACチェゼーナU-18                   | サッスオーロ | 3-3    | 引分 |
| 2012年4月8日  | グループリーグ | USサッスオーロ・カルチョU-18       | サッスオーロ | 4-0    | 勝利 |

Balcom BMW CUP 平和祈念広島国際ユースサッカー
2006年から広島県で行われている国際大会に出場している。

### 特記
中国社会人リーグ
創立当初から中国地方のユース年代では抜けた存在であったため、近隣になかなかいい対戦相手がいなかった。そのため1998年、中国サッカーリーグの前期日程(第1節-第8節)にオープン参加している。しかし、社会人リーグのリーグ編成および日程の関係から、この年のみで終了した。戦績は7勝1敗。
ユース二冠
森山佳郎が監督として率いた2003年・2004年の広島ユースは、2年連続でユース三冠（クラブユース選手権・高円宮杯・Jユースカップ）のうち二冠を達成し、"広島ユース黄金時代"と呼ばれた。これは2001年からクラブ全体が攻撃的なサッカーへの転換を模索しだしたこと、それに伴いチームとして質を上げるため2001年のみスカウト活動を積極的に行ったことにより入団した選手が高校2年・3年になる2003年・2004年に結果として現れたためである。
前田俊介・髙柳一誠・森脇良太・柏木陽介・槙野智章・平繁龍一ら、タレントがズラリ揃った2004年には、3大会とも決勝に進出した。レギュラー11人が全員プロ入りしたこのチームは強さと巧さを兼ね備え、なおかつ勝負強く、史上最強ではといわれるチームであった。ただ、最上級生に田坂祐介・西山貴永・田村祐基ら、そしてクラブ史上初のプロの高校生Jリーガーとなる髙萩洋次郎が在籍した2003年のチームのほうが記録的には上で、公式戦で2敗のみ（高円宮杯準決勝静岡学園戦と2003年天皇杯1回戦対J2水戸ホーリーホック戦）しかしていない。
高円宮杯3連覇
高円宮杯はクラブユースと高体連つまり2種登録チームすべてが参加する唯一の大会であり、現在は高校年代サッカーの最高峰と位置づけられている。この大会において2010年代初頭に、第21回高円宮杯・2011年高円宮杯プレミア・2012年高円宮杯プレミアと3連覇を達成している。3大会の決勝すべてに出場したのは野津田岳人ら2人、2大会の決勝出場が脇本晃成・川辺駿・宮原和也らがいる。なお2012年はトップチームがJ1リーグ制覇を達成しており、リーグ戦として“兄弟制覇”ということになる。
大会レギュレーション変更を挟むため、参考記録ではあるが、2024年時点では、3連覇は清水市商高と広島ユースのみである。

## スポンサー
- サプライヤーはトップチームと同じ。設立当初から2009年までがミズノ、2010年以降はナイキ。
- スポンサー契約していない場合、胸は「SANFRECCE」表記、背中は無記名。
- マツダは2010年以前からユースのみスポンサーとして入っていた。
- 2010年以前に短期間ジュニアユース・ジュニア・スクールのスポンサーにフレスタが入っていた。
- 2011年からユースのユニフォーム右袖に「安芸高田市」の文字と市章が入っていた。マザータウンとして明確に掲示したためであり、安芸高田市がスポンサーとして入っているわけではなかった[80]。
- 2016年からユースおよびジュニアユースの胸にイズミが入る[81]。
- 2020年からジュニアユースの袖に小原防災工業が入る[82]。ちなみに社長の父親は元マツダサッカー部選手で、社長自身も高校までサッカーをしていた[82]。
- 2020年東栄住宅と契約を結んだ[83]。2023年時点でジュニアユースの背中上部。
- 2020年FiveHangoutsと契約を結んだ[84]。2023年時点でユースの袖。なお社長は広島ジュニアユース・ユース出身（駒野・森崎兄弟の一つ下）[84]。
- 2022年Traditional Streetと契約を結んだ[85]。2022年ユースの袖[85]。2023年ユースの背中下部。
- 他にも広島アカデミーOBが経営する企業がスポンサーになったケースも存在する[86]。
- 日本ヒューレット・パッカードのCMにアカデミースタッフおよび選手が起用されている[87]。

## 出身者

### 主な選手
所属経験のうち、Yはユース、JYはジュニアユース、Jrはジュニア、Sはスクールの略。提携スクールのうち、くにびきは「く」、びんごは「び」、みろくの里は「み」、常石は「常」と略記。五十音順表記。サンフレッチェ広島F.Cの選手一覧もあわせて参照。

#### 1970年代生まれ
- 1977年度生まれ
  - 稲田浩 - Y 4代目三矢寮長、初代寮長の次男[88]
  - 高田純 - Y 初のトップ昇格
  - 原田紘介 - Y
- 1978年度生まれ
  - 雨野裕介 - Y 出身初のトップチーム強化本部長
  - 荒木亮次 - Y
  - 岩村貴久 - Y
  - 安武亨 - Y 初のトップ公式戦出場
  - 渡辺大輔 - Y
- 1979年度生まれ
  - 秋元雅博 - Y
  - 石川裕司 - Y
  - 大畑隼哉 - Y
  - 行友亮二 - Y
  - 伊東貴史 - Y

#### 1980年代生まれ
- 1980年度生まれ
  - 池田学徳 - Y
  - 吉田幸生 - Y
- 1981年度生まれ
  - 久保田学 - Y
  - 駒野友一 - Y 初の日本代表、初のW杯出場
  - 森崎和幸 - Y 初の2種登録による公式戦出場
  - 森崎浩司 - Y
- 1982年度生まれ
  - 寺内良太 - Y
- 1983年度生まれ
  - 田森大己 - Y,JY
  - 宮本卓也 - Y,JY
  - パベル・ハシェック（英語版） - S
- 1984年度生まれ
  - 沖本尚之 - Y,JY
  - 木村龍朗 - Y
  - 寄井憲 - Y,みJY
- 1985年度生まれ
  - 田坂祐介 - Y,JY
  - 田村祐基 - Y,JY 初のJYからトップ昇格
  - 西山貴永 - Y
  - 平石健太 - びJY
  - 吉村修平 - Y
- 1986年度生まれ
  - 大屋翼 - Y,JY
  - 桒田慎一朗 - Y,みJY 初のみろくの里JYからトップ昇格
  - 佐藤昭大 - Y
  - 髙萩洋次郎 - Y、初のプロの高校生Jリーガー
  - 髙柳一誠 - Y,JY
  - 冨成慎司 - Y
  - 長谷川博一 - JY,S
  - 藤井大輔 - Y
  - 前田俊介 - Y
  - 森脇良太 - Y,びJY 初のびんごJYからトップ昇格
- 1987年度生まれ

  - 柏木陽介 - Y
  - 川上典洋 - くJY
  - 木原正和 - Y
  - 左山晋平 - JY
  - 平野甲斐 - くJY
  - 福本尚純 - Y
  - 槙野智章 - Y,JY 初のJY出身の日本代表
  - 森重真人 - JY
- 1988年度生まれ
  - 金山隼樹 - Y
  - 酒井貴政 - JY,Jr
  - 平繁龍一 - Y,JY,Jr,S 初のJrおよびSからトップ昇格
  - 藤澤典隆 - Y
  - 野田明弘 - Y
  - 遊佐克美 - Y
- 1989年度生まれ
  - 内田健太 - Y
  - 兼田亜季重 - Y,JY
  - 篠原聖 - Y
  - 中野裕太 - Y
  - 横竹翔 - Y,JY,Jr,S

#### 1990年代生まれ
- 1990年度生まれ
  - 井林章 - びJY
  - 岡本知剛 - Y,びJY
  - 原裕太郎 - Y,くJY 初のくにびきJYからトップ昇格
- 1991年度生まれ
  - 石川喬穂 - びJY
  - 大﨑淳矢 - Y
  - 岡崎和也 - JY,Jr,S
  - 茶島雄介 - Y,JY,Jr,S 初の大学経由トップ昇格[67]
  - 中山雄登 - Y,JY
  - ファビオ・岡 - びJY
  - 森保翔平 - Y,JY,Jr
  - 山本弘明 - びJY
- 1992年度生まれ
  - 井波靖奈 - Y
  - 川森有真 - Y
  - 宗近慧 - Y,びJY
- 1993年度生まれ
  - 石坂元気 - Y
  - 大野哲煥 - Y
  - 亀島周 - Y,JY
  - 重行拓也 - Y,びJY
  - 藤井貴之 - Y
  - 増谷幸祐 - びJY
  - 本藤理佐 - Jr,S 初のJr出身のなでしこリーガー
  - 森保圭悟 - Y,JY,Jr
  - 脇本晃成 - Y,JY
- 1994年度生まれ
  - 大谷真史 - Y,JY
  - 加藤潤也 - 常JY
  - 國分伸太郎 - びJY
  - 塚川孝輝 - JY
  - 西嶋有矢 - Y
  - 野津田岳人 - Y,JY
  - 前川黛也 - JY,Jr,S
  - 松浦尚人 - 常JY
- 1995年度生まれ
  - 大谷尚輝 - Y,JY,Jr,S
  - 川辺駿 - Y,JY 初のプロ契約2種登録選手
  - 高橋壮也 - くJY 初の高校経由トップ昇格
  - 田中雄輝 - 常JY
  - 中野匠 - Y
  - 浜下瑛 - JY
  - 千布一輝 - 常JY
  - 宮内雄希 - Y
  - 宮原和也 - Y,JY 初のプロ契約2種登録選手
- 1996年度生まれ
  - 荒木隼人 - Y
  - 澤井一希（ジュビレッチェ） - Y,常JY
  - 白岡ティモシィ - Y,JY
- 1997年度生まれ
  - 糸原紘史郎 - Y
  - 加藤陸次樹 - Y
  - 竹本雄飛 - Y,JY
  - 長沼洋一 - Y
- 1998年度生まれ
  - イヨハ理ヘンリー - Y
  - 梅木翼 - くJY
  - 東野広太郎 - Y
  - 細田歩夢 - びJY
  - 山根永遠 - Y,JY,Jr
  - 力安祥伍 - Y,JY
- 1999年度生まれ
  - 大迫敬介 - Y
  - 川井歩 - Y,JY
  - 川村拓夢 - Y,JY
  - 仙波大志 - Y,JY,Jr
  - 藤原悠汰 - JY,Jr
  - 満田誠 - Y

#### 2000年代生まれ
- 2000年度生まれ
  - 大越寛人 - Y
  - 大堀亮之介 - Y,JY 初の直での海外クラブ加入
  - 鈴直樹 - Y
  - 東俊希 - Y
  - 松本大弥 - Y
  - 山﨑大地 - Y,JY
- 2001年度生まれ
  - 鮎川峻 - Y
  - 岡田大和 - くJY
  - 土肥航大 - Y
  - 細谷航平 - Y
- 2002年度生まれ
  - 竹内崇人 - Y
  - 松本太一 - Y
  - 湯谷杏吏 - JY,Jr
- 2003年度生まれ
  - 棚田遼 - Y,JY
- 2004年度生まれ
  - 越道草太 - Y,JY
- 2005年生まれ
- 2006年生まれ
  - 井上愛簾 - Y
  - 木吹翔太  - Y
  - 中島洋太朗 - Y,JY,Jr

### スタッフ
- 主な責任者
  - 高田豊治
  - 小野剛
  - 横内昭展
  - 木村孝洋
  - 高橋真一郎
  - 眞藤邦彦
  - 望月一頼
  - 佐々木直人
  - 沢田謙太郎
  - 山出久男
  - 山西博文

- ユース監督
  - 小林伸二（1993年 - 1996年）
  - 木村考洋（1997年 - 2000年）
  - 中村重和（2001年 - 2002年8月）
  - 森山佳郎（2002年8月 - 2012年）
  - 望月一頼（2013年 - 2014年）
  - 沢田謙太郎（2015年 - 2019年）
  - 高田哲也（2020年 - 2022年）
  - 野田知（2023年 - 現在）
- ジュニアユース監督
  - 中村重和（1997年 - 2000年）
  - 月岡利明（2001年）
  - 上野展裕（2002年 - 2003年）
  - 塩崎浩作（2004年）
  - 島卓視（2005年 - 2008年）
  - 沢田謙太郎（2009年 - 2014年）
  - 迫井深也（2015年 - 2017年）
  - 高田哲也（2018年 - 2019年）
  - 岩成智和（2020年 - 2021年）
  - 遠藤真仁（2022年 - 2023年）
  - 岡本知剛（2024年 - 現在）

その他
- 山西博文
- 森保一
- 高野剛
- 吉田恵
- 雨野裕介
- 佐藤一樹
- 上原洋史
- 前川和也
- 森秀昭
- 山崎真
- 門田幸二
- 服部公太
- 梅田直哉
- 中村伸
- 村山哲也
- 久永啓
- 平繁龍一
- 丸谷拓也
- 河野直人
- 駒野友一
- 栗原圭介
- 柴﨑晃誠